# 阿蘭·曼納斯
阿蘭·曼納斯（英語：Alan Mannus；1982年5月19日—）是一位北愛爾蘭足球運動員。在場上的位置是守門員。他現在效力於愛爾蘭超級足球聯賽球隊沙姆洛克流浪。他出生在加拿大，但代表北愛爾蘭參賽。

## 外部連結
- Northern Ireland stats at Irish FA